# Doktor Faust (Busoni)
Doktor Faust ist eine Oper (Originalbezeichnung: „Dichtung für Musik“) von Ferruccio Busoni in zwei Vorspielen, einem Zwischenspiel und drei Hauptbildern. Der deutschsprachige Text stammt vom Komponisten selbst. Busoni hinterließ das Werk unvollendet. Die Uraufführung fand postum am 21. Mai 1925 in einer Vervollständigung seines Schülers Philipp Jarnach in der Semperoper Dresden statt.

## Handlung

### Der Dichter an die Zuschauer
Der Dichter tritt vor den Vorhang, äußert Gründe für die Wahl des Faust-Stoffes und nennt das Puppenspiel als wichtigste Quelle. Daran schließt sich eine Symphonia mit „Ostervesper und Frühlingskeimen“ an.

### Vorspiel I
Wittenberg
Der Künstler Faust in der Krise. Er sieht sein Werk gescheitert. Sein Assistent Wagner kündigt drei Studenten aus Krakau an. Sie bringen das Buch Clavis Astartis Magica, von dem Faust sich neue Inspiration erhofft.

### Vorspiel II
Der nämliche Raum um die Mitternacht
Mit Hilfe des Buches beschwört Faust um Mitternacht sechs Geister und fragt nach ihrer Schnelligkeit. Die Antworten der ersten fünf werden seinen Erwartungen nicht gerecht. Der sechste Geist, Mephistopheles, verspricht, so schnell zu sein „als wie des Menschen Gedanke“, und fragt Faust nach seinen Wünschen. Faust verlangt Genie, Mephistopheles kann ihm nur Reichtum, Macht und Ruhm bieten. Faust widerstrebt dem Teufelspakt, bis er sich bewusst wird, dass sein Haus von Feinden umzingelt ist. Mephistopheles lässt Fausts Mordwunsch an seinen Feinden in Erfüllung gehen. Faust muss unterzeichnen.

### Zwischenspiel
Uralte romanische Kapelle in Wittenberg
Im Münster von Wittenberg betet ein Soldat. Er will Rache für seine von Faust geschändete Schwester Gretchen, die aus Verzweiflung in den Tod ging. Faust wünscht den Tod des Mannes. Da nähert sich Mephistopheles dem Soldaten von hinten und sagt ihm seinen Tod voraus. Weitere Soldaten dringen in die Kirche ein und töten den betenden Soldaten als vermeintlichen Mörder ihres Hauptmanns.

### Erstes Bild
Der herzogliche Park zu Parma
Der Herzog und die Herzogin von Parma feiern ihre Hochzeit. Faust, der als Attraktion des Festes auftritt, beschließt, die Braut zu verführen. Die Herzogin ist von Faust, der keinem der Männer in ihrer Gesellschaft gleicht, fasziniert. Sie lässt alles hinter sich und folgt ihm.

### Zweites Bild
Schänke in Wittenberg
In Männergesellschaft versucht Faust, seine Einsichten zu vermitteln. Er löst dabei unbeabsichtigt einen Religionsstreit aus. Nach seinen Frauengeschichten befragt, erinnert er sich der Affäre mit der Herzogin, „von allen Frauen, die mich geliebt, die Schönste“. Mephistopheles tritt herein und berichtet, dass die Herzogin begraben wurde. Er übergibt Faust ihr totes Kind. Mephistopheles will Faust mit dem Bild der trojanischen Helena ablenken, doch Fausts Versuch, das Ideal weiblicher Schönheit zu fassen, bleibt ohnmächtige Beschwörung. Die drei Studenten aus Krakau verlangen das Buch zurück, doch Faust hat es zerstört. Die Studenten verkünden, er werde „noch vor Mitternacht“ sterben.

### Letztes Bild
Straße in Wittenberg
Der Nachtwächter macht seine Runde. Es hat zehn geschlagen. Fausts ehemaliger Assistent Wagner macht als Hochschullehrer Karriere. Seine Schüler gratulieren und machen es sich anschließend gemütlich, bis sie vom Nachtwächter vertrieben werden. Faust irrt als Fremder durch das eigene Haus. Vergeblich versucht er, sich in seiner Todesstunde mit „seinem kranken Herzen zu versöhnen“. In einer Bettlerin erkennt Faust die Herzogin von Parma. Sie überreicht ihm das tote Kind: „Zum dritten Male schenk’ ich es dir.“ Dann erscheint Gretchens Bruder. Um sich von den Phantomen seiner Schuld zu befreien, versucht Faust zu beten, doch er kann keine Worte finden. Der Nachtwächter entdeckt den Zusammengebrochenen: „Sollte dieser Mann verunglückt sein?“

### Epilog
Der Dichter tritt erneut vor den Vorhang und äußert, dass jeder Zuschauer aus der Bühnenhandlung etwas für ihn selbst Bedeutsames ziehen soll.

## Instrumentation
Die Orchesterbesetzung der Oper enthält die folgenden Instrumente:
- Holzbläser: drei Flöten (3. auch Piccolo), zwei Oboen (2. auch Englischhorn), zwei Klarinetten, Bassklarinette, drei Fagotte (3. auch Kontrafagott)
- Blechbläser: fünf Hörner, drei Trompeten, drei Posaunen, Tuba
- Pauken, Schlagzeug (vier Spieler): Triangel, Trommel, Militärtrommel, Becken, Tamtam, Xylophon, Große Trommel, Glockenspiel
- Celesta, Orgel
- zwei Harfen
- Streicher
- Bühnenmusik: zwei Hörner, sechs Trompeten, zwei Posaunen, Pauken, drei Kirchenglocken (in c, f und g), kleine Trommeln, Donnermaschine, Violine, Viola, Violoncello

## Werkgeschichte

### Entstehung und Uraufführung
Im Jahre 1910 beschäftigte sich Busoni erstmals mit dem Fauststoff, jedoch dauerte es etwa vier Jahre, bis er sich entschied, diesen Stoff für eine Oper zu nutzen. Im Dezember 1914 verfasste er innerhalb weniger Tage den Text für sein Werk.
Die Komposition dauerte von 1916 bis zu seinem Tod. Busoni griff hierbei auf vorhandenes eigenes Repertoire zurück. Das Werk blieb jedoch unvollendet: Es fehlte die Musik der Erscheinung Helenas, die Busoni 1922 nicht finden konnte. Diese Musik sollte auch für die Schlussszene verwendet werden, die daher ebenfalls fehlt; die Partitur bricht nach dem 451. Takt des letzten Bildes (bei den Worten „O beten, beten! Wo, wo die Worte finden? Sie tanzen durchs Gehirn wie Zauberformeln.“) ab.
Als Ferruccio Busoni am 27. Juli 1924 starb, hatte der Generalintendant der Sächsischen Staatstheater, Alfred Reucker, das Stück bereits für die Spielzeit 1924/25 angesetzt. Um die Aufführung zu ermöglichen, schuf der Busoni-Schüler Philipp Jarnach unter Zeitdruck eine in es-Moll gehaltene Schlussfassung, in der mehrere Textzeilen gestrichen sind. Die Uraufführung fand am 21. Mai 1925 unter der Leitung von Fritz Busch mit Robert Burg als Faust und Meta Seinemeyer statt.
1977 stieß der englische Musikwissenschaftler und Dirigent Antony Beaumont in der Staatsbibliothek Berlin auf zwei Partiturbögen, die Busonis Nachlassverwalter als Packpapier für die Faust-Skizzen verwendet hatte. Diese belegten die Wiederverwendung der Musik der Helena-Szene aus dem zweiten Bild und den von Busoni geplanten, hoffnungsvollen Schluss in C-Dur. Auf dieser Grundlage schuf Beaumont eine neue Rekonstruktion mit dem vollständigen Schlussmonolog. Diese Fassung wurde erstmals am 2. April 1985 in Bologna aufgeführt.

### Aufführungen
- 1942 Florenz: in italienischer Übersetzung.[4]
- 1954 Berlin: mit Dietrich Fischer-Dieskau, von Caspar Neher ausgestattet.
- 1964 Florenz: in italienischer Übersetzung.[4]
- 1985 Bologna: eine Inszenierung von Werner Herzog, Uraufführung der Beaumont-Fassung.
- 1991 Leipzig: eine Inszenierung von Willy Decker, von Götz Fischer ausgestattet.
- 1992 New York: City Opera, Regie: Ronald Chase.
- 1999 Salzburg: im Rahmen der Salzburger Festspiele in einer Inszenierung von Peter Mussbach.
- 2005 Stuttgart: eine zunächst für San Francisco konzipierte, aber von Jossi Wieler, Sergio Morabito und Anna Viebrock für Stuttgart neu erarbeitete Produktion, die zur Aufführung des Jahres 2005 in Deutschland gewählt wurde.
- 2006 Zürich: eine Inszenierung von Klaus Michael Grüber[5], die auch auf DVD veröffentlicht wurde; Jarnach-Fassung.
- 2008 München: Bayerische Staatsoper im Rahmen der Münchner Opernfestspiele
- 2017 Dresden: im Rahmen eines Faust-Zyklus in der Semperoper, inszeniert von Keith Warner, dirigiert von Tomas Netopil; Beaumont-Fassung.
- 2017 Hildesheim: ergänzt und vollendet von Philipp Jarnach; dirigiert von Werner Seitzer; Inszenierung: Uwe Schwarz.
- 2023 Florenz: inszeniert von Davide Livermore, dirigiert von Cornelius Meister; deutsche Fassung von Philipp Jarnach.[4]

## Aufnahmen
Ein Mitschnitt der Zürcher Inszenierung von Klaus Michael Grüber wurde auf DVD und Blu-ray Disc veröffentlicht.